# Lee Labrada
Lee Labrada (ur. 8 marca 1960 w Hawanie w prowincji Hawana, Kuba) – były profesjonalny kulturysta federacji IFBB (International Federation of BodyBuilders). Zdobywca dwudziestu dwóch prestiżowych tytułów, w roku 2004 – wspólnie z pięcioma innymi kulturystami – dołączony do IFBB Hall of Fame. Także autor, a aktualnie dyrektor generalny (CEO) przedsiębiorstwa Labrada Nutrition.
Debiutował w roku 1982, występując w Texas Collegiate Championships, zawodach organizowanych przez National Physique Committee (NPC); zwyciężył je, a w ciągu najbliższego roku odniósł bezwzględny sukces jeszcze podczas dwóch innych konkurencji. W 1985 r. po raz pierwszy wziął udział w zmaganiach profesjonalnych; były to prestiżowe zawody federacji IFBB Mr. Universe, podczas których to Labrada również uplasował się na szczycie podium. Rok później zwyciężył turniej Night of Champions. Siedmiokrotnie brał udział w zawodach Mr. Olympia, pierwszy raz w 1987 r., nigdy jednak nie został ich zwycięzcą. Ze sportu kulturystycznego wycofał się w roku 1995.
Jest autorem książki The Lean Body Promise. Burn Away Fat and Release the Leaner, Stronger Body Inside You.